# Acanthocinus griseus
Acanthocinus griseus е вид бръмбар от семейство Сечковци (Cerambycidae) от подсемейство Lamiinae. Описан е за пръв път от Йохан Кристиан Фабрициус през 1793 г.

## Разпространение и местообитание
Acanthocinus griseus се среща в Европа (вкл. България), Русия и Мала Азия. Обитава иглолистни дървета, включително тези от родовете бор (Pinus), смърч (Picea) и ела (Abies). Известно е също, че обитава дъбове.

## Описание
Acanthocinus griseus са с дължина 8 – 13 милиметра и живеят приблизително 1 – 2 години.